# &TEAM
&TEAM (tiếng Hàn: 엔팀; tiếng Nhật: アンドチーム) là một nhóm nhạc nam đa quốc gia gồm 9 thành viên dưới trướng của HYBE Labels Japan. Họ đã ra mắt vào ngày 7 tháng 12 năm 2022 với mini album đầu tay First Howling: ME.

## Lịch sử

### 2021: HYBE LABELS JAPAN - Dự án ra mắt toàn cầu
Vào ngày 1 tháng 1 năm 2021, HYBE Labels Japan đã công bố "Dự án ra mắt toàn cầu của Big Hit Nhật Bản" (sau đó đổi tên thành "Dự án ra mắt toàn cầu của HYBE LABELS JAPAN") để sản xuất các nghệ sĩ sẽ khởi nghiệp tại Nhật Bản trước khi tiếp tục biểu diễn trên sân khấu toàn cầu. Đã có thông báo rằng các thí sinh I-LAND K, Nicholas, EJ, Kyungmin và TAKI sẽ tham gia dự án với các buổi thử giọng sẽ được tổ chức để tuyển thêm thành viên trước khi nhóm ra mắt vào khoảng năm 2021 (sau đó được sửa đổi thành năm 2022).
Tuy nhiên, vào ngày 31 tháng 5 năm 2021, HYBE Labels Japan đã thông báo rằng Kyungmin sẽ rời công ty sau khi thảo luận và nhận ra rằng có những khác biệt trong hướng đi đang được tìm kiếm.
Vào ngày 4 tháng 11 năm 2021, HYBE Nhật Bản thông báo rằng chương trình thử giọng &AUDITION - The Howling - sẽ được phát sóng tại Nhật Bản và phát trực tuyến trên toàn thế giới trên YouTube vào năm 2022 với sự góp mặt của K, Nicholas, EJ và TAKI là những thành viên ban đầu và chủ chốt, họ sẽ cùng tìm thêm 5 nhân tố mới từ chương trình để tạo nên một nhóm nhạc hoàn chỉnh. Một tài khoản Twitter chính thức của bốn thành viên (với tên "&AUDITION Boys") cũng ra mắt cùng ngày. Vào ngày 9 tháng 3 năm 2022, chương trình đã được xác nhận sẽ phát sóng vào tháng 7 năm 2022 thông qua kênh YouTube của Nippon TV, Hulu và Hype Label.

### 2022: &AUDITION - The Howling - Ra mắt với mini album:First Howling: ME.
&AUDITION - The Howling - công chiếu vào ngày 9 tháng 7 năm 2022 và các thí sinh lọt vào top 5 (cùng với K, Nicholas, EJ và TAKI) sẽ ra mắt trong nhóm. Đêm chung kết được phát sóng vào ngày 3 tháng 9 năm 2022, nơi đội hình chín thành viên cuối cùng của họ được công bố. Đồng thời, cũng được tiết lộ rằng nhóm sẽ được gọi là &TEAM và sẽ ra mắt vào ngày 7 tháng 12 năm 2022. Vào ngày 26 tháng 9, tên fandom của họ sau đó được công bố là LUNÉ. 
Vào ngày 11 tháng 11, một đoạn trailer đã được phát hành cho mini album đầu tay First Howling: ME của họ.
Vào ngày 21 tháng 11, họ đã chính thức ra mắt với MV "Under the skin" . Tiếp đó là MV cho B-side "Scent of you" được phát hành vào ngày 6 tháng 12 năm 2022. 

### 2023: Lần trở lại đầu tiên sau 6 tháng ra mắt - 2ndmini album:First Howling: WE
Mini album thứ 2 cho lần trở lại đầu tiên sau 6 tháng với title "Firework" được phát hành vào ngày 14 tháng 6 năm 2023. Trước đó, một đoạn trailer đã được giới thiệu vào ngày 23 tháng 5. 
Ngày 18 tháng 6 tổ chức 2nd mini album comeback showcase ở Tokyo.
MV tiếng Hàn cho "Firework" cũng được phát hành vào ngày 20 tháng 6 mở đầu cho chuỗi quảng bá trong 3 tuần trên các show âm nhạc Hàn Quốc: Inkigayo, M Countdown, Music Bank, Show Champion. 
Ngày 11 tháng 7, MV cho B-side "Road not taken" được phát hành, mở đầu chuỗi ngày quảng bá ở Nhật - thị trường hoạt động chính của nhóm. 

## Thành viên
| Tên       | Tên       | Tên        | Ngày sinh                   | Nơi sinh                                    | Quốc tịch      | Năm hoạt động | Vai trò          |
| Tiếng Anh | Tiếng Hàn | Tiếng Nhật | Ngày sinh                   | Nơi sinh                                    | Quốc tịch      | Năm hoạt động | Vai trò          |
| --------- | --------- | ---------- | --------------------------- | ------------------------------------------- | -------------- | ------------- | ---------------- |
| K         | 케이      | ケイ       | 21 tháng 10, 1997 (27 tuổi) | Chiba, Nhật Bản                             | Nhật Bản       | 2022–hiện tại | dancer, vocalist |
| Fuma      | 후마      | フウマ     | 29 tháng 6, 1998            | Shizuoka, Nhật Bản                          | Nhật Bản       | 2022–hiện tại | sub-leader       |
| Nicholas  | 니콜라스  | ニコラス   | 9 tháng 7, 2002             | Taipei, Đài Loan                            | Đài Loan       | 2022–hiện tại | dancer, rapper   |
| EJ        | 의주      | ウィジュ   | 7 tháng 9, 2002             | Ilsandong-gu, Goyang, Gyeonggi-do, Hàn Quốc | Hàn Quốc       | 2022–hiện tại | vocalist, leader |
| Yuma      | 유마      | ユウマ     | 7 tháng 2, 2004             | Amagasaki, Hyōgo, Nhật Bản                  | Nhật Bản       | 2022–hiện tại |                  |
| Jo        | 죠        | ジョウ     | 8 tháng 7, 2004             | Kanagawa, Nhật Bản                          | Nhật Bản       | 2022–hiện tại |                  |
| Harua     | 하루아    | ハルア     | 1 tháng 5, 2005             | Nagano, Nhật Bản                            | Nhật Bản       | 2022–hiện tại |                  |
| TAKI      | 타키      | タキ       | 4 tháng 5, 2005             | Nhật Bản                                    | Nhật Bản       | 2022–hiện tại | dancer, vocalist |
| Maki      | 마키      | マキ       | 17 tháng 2, 2006            | Nhật Bản                                    | Nhật Bản / Đức | 2022–hiện tại | vocalist, Maknae |

## Danh sách đĩa nhạc
| Năm  | Tên                    | Thông tin | Doanh số | Chứng nhận |
| 2022 | First Howling: ME - EP | - Phát hành: 7 tháng 12 năm 2022 - Hãng: Hybe Labels Japan - Định dạng: CD, tải nhạc, streaming Danh sách 1. Under the skin*title 2. Scent of you 3. BUZZ LOVE (バズ恋) 4. The Final Countdown (&TEAM ver.)                                                        | | |
| 2023 | First Howling: WE      | - Phát hành: 14 tháng 6 năm 2023 - Hãng: Hype Labels Japan - Định dạng: CD, tải nhạc, streaming - Tracklist: 1. Firework (Title) 2. Road not taken 3. The moon is beautiful (月が綺麗ですね) 4. Blind love 5. Firework (Korean ver.) 6. Scent of you (Korean ver.) | - Weekly points of 156,000 PT (156,404 PT) surpassed 154,000 PT (154,169 PT) of "First Howling: ME" on December 19, 2022, recording a personal best. The breakdown is CD: 154,000 PT (153,659 PT) / Digital album: 1,000 PT (1,156 PT) / Streaming: 2,000 PT (1,589 PT). - Sold 154,000 copies in the first week of the "Oricon Weekly Album Ranking" on the same day | - In the Billboard JAPAN weekly album sales chart “Top Albums Sales” released on June 21, 2023 (counting period: June 12 to June 18, 2023), & TEAM “First Howling: WE” is 173,298 in the 1st week. It won first place in sales. - Won first place in the Oricon monthly album ranking (2023/5/29-6/25). Following the previous work "First Howling: ME" which was released, it won 1st place for the second time in total. - Ranking first in 26 countries and regions on the Apple Music Top Album Ranking J-POP chart, and ranked in the top 5 in 53 countries and regions on the Apple Music Top Album Ranking J-POP chart. In the iTunes J-POP chart, it has won first place in 14 countries and regions. |

## Video âm nhạc
| Năm  | Tựa đề              | Ghi chú |
| 2022 | The final countdown | MV chính thức giới thiệu storyline của nhóm, có sự góp mặt của tất cả thí sinh tham gia &Audition nhằm tìm ra các thành viên chính thức tạo nên &Team |
| 2022 | Under the skin      | MV debut - mở đường cho mini album debut First Howling: ME                                                                                            |
| 2022 | Under the skin      | Choreography ver. |
| 2022 | Under the skin      | Extended ver. - MV dài 10 phút là lý giải cho cốt truyện Dark Moon: The Grey                                                                          |
| 2022 | Scent of you        | MV title cho mini album debut First Howling: ME |
| 2023 | FIREWORK            | MV đánh dấu sự trở lại sau 6 tháng hoạt động trong 2nd mini album First Howling: WE                                                                   |
| 2023 | FIREWORK            | Special Video (Filmed by you ver.) |
| 2023 | FIREWORK            | (Korean ver.)' Official Performance MV |
| 2023 | Road not taken      | MV cho bài b-side mở đầu chuỗi quảng bá ở Nhật |